# Megazetes lineatus
Megazetes lineatus – gatunek roztoczy z podrzędu mechowców i rodziny Microzetidae.
Gatunek ten został opisany w 2010 roku przez Sándora Mahunkę i Luise Mahunkę-Papp.
Mechowiec o ciele długości 340–385 μm i szerokości 252–274 μm. Ma wąskie, dziobiaste w widoku bocznym rostrum. Lamelle są u niego duże, rzeźbione podłużnymi żeberkami, stykające się pośrodku, każda z długim wierzhołkiem bocznym i mniejszym, opatrzonym szczecinką lamellarną wierzchołkiem środkowym. Bardzo długie szczecinki interlamellarne osadzone są na powierzchni lamelli. Notogaster ma pełną, przewężoną pośrodku bruzdę dorsosejugalną, małe pteromorfy i 9 par szczecinek notogastralnych. Rejon anogenitalny wyposażony jest w 6 par szczecinek genitalnych, 1 parę aggenitalnych, 2 pary analnych i 3 pary adanalnych. Wszystkie odnóża są trójpalczaste.
Roztocz znany tylko z Kenii, z lasu Gatamaiyu.